# Gunnar Asplund
Gunnar Asplund (Estocolmo, 22 de setembro de 1885 – Estocolmo, 20 de outubro de 1940) foi um arquiteto sueco de renome internacional, dos anos 20 do séc. XX. Foi um vigoroso representante da arquitetura funcionalista na Suécia e na Escandinávia.

## Algumas obras
- Capela e Crematório do Cemitério do Bosque (Skogskyrkogården, 1940)
- Biblioteca Municipal de Estocolmo (Stockholms stadsbibliotek, 1928)
- Exposição de Estocolmo de 1930 (Stockholmsutställningen, 1930)
- Anexo da Câmara Municipal de Gotemburgo (Göteborgs rådhus)
- Arquivo da Cidade de Estocolmo (Stockholms stadsarkiv)

## Galeria

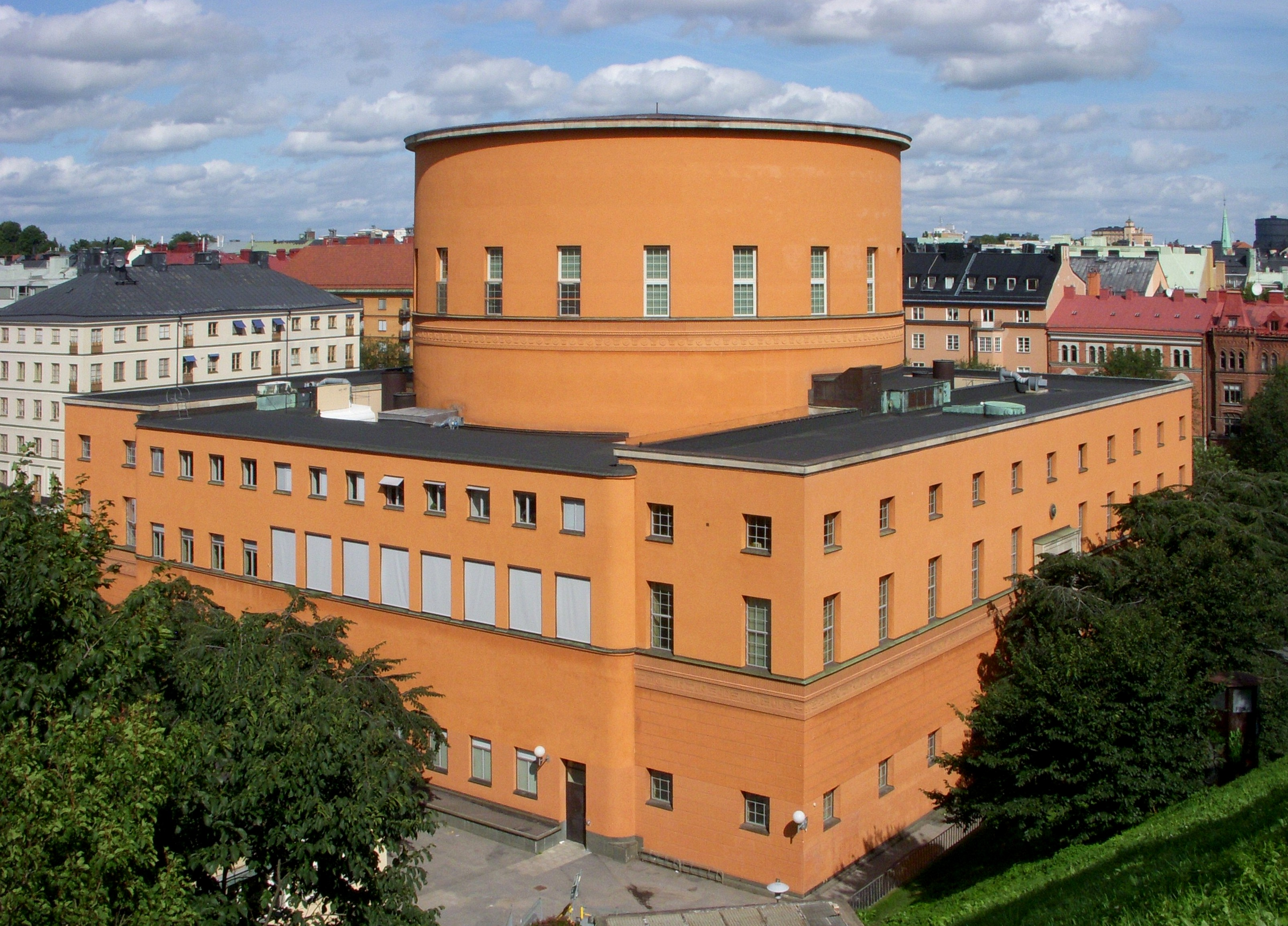
Biblioteca Municipal de Estocolmo
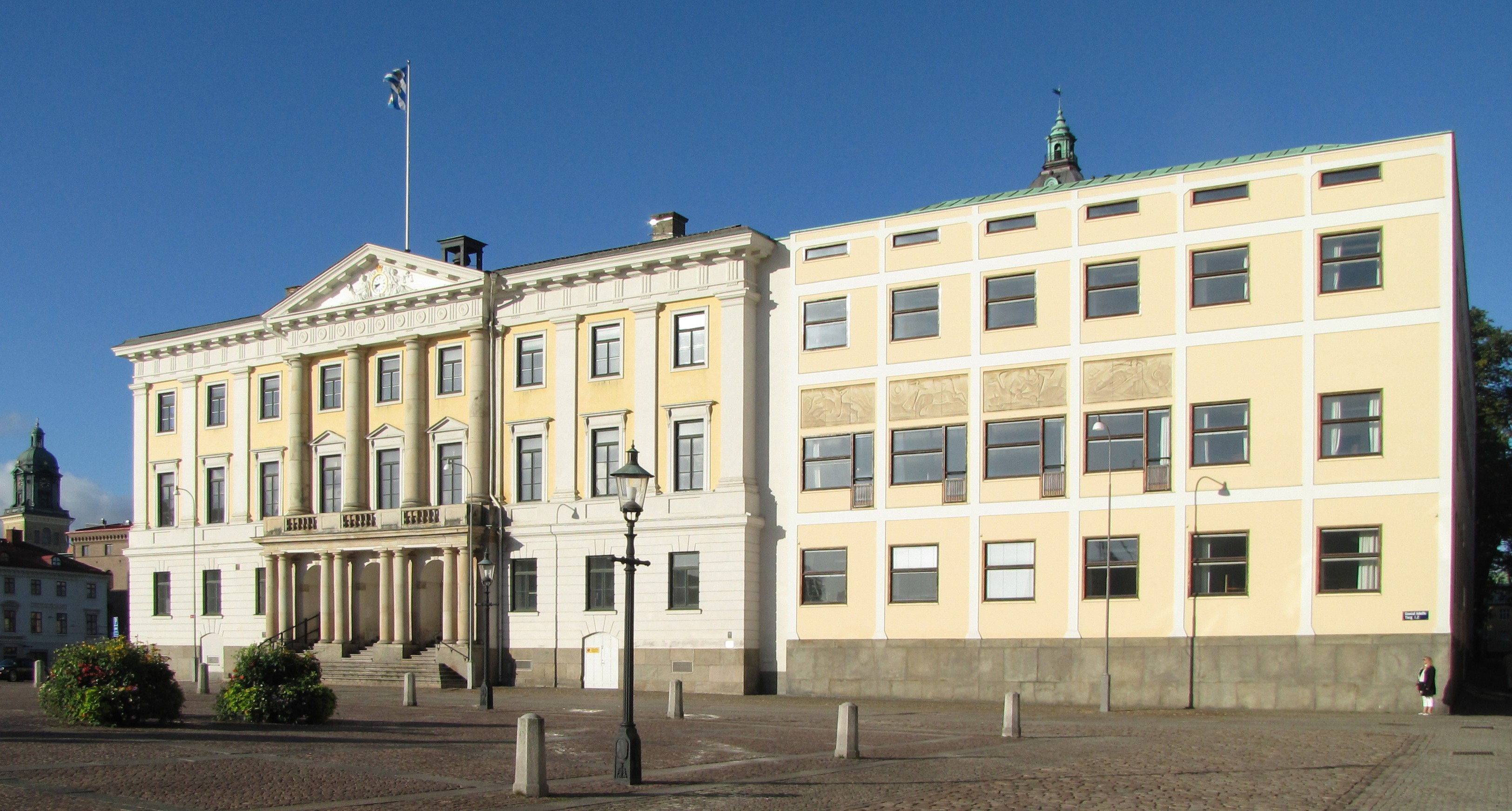
Anexo da Câmara Municipal de Gotemburgo
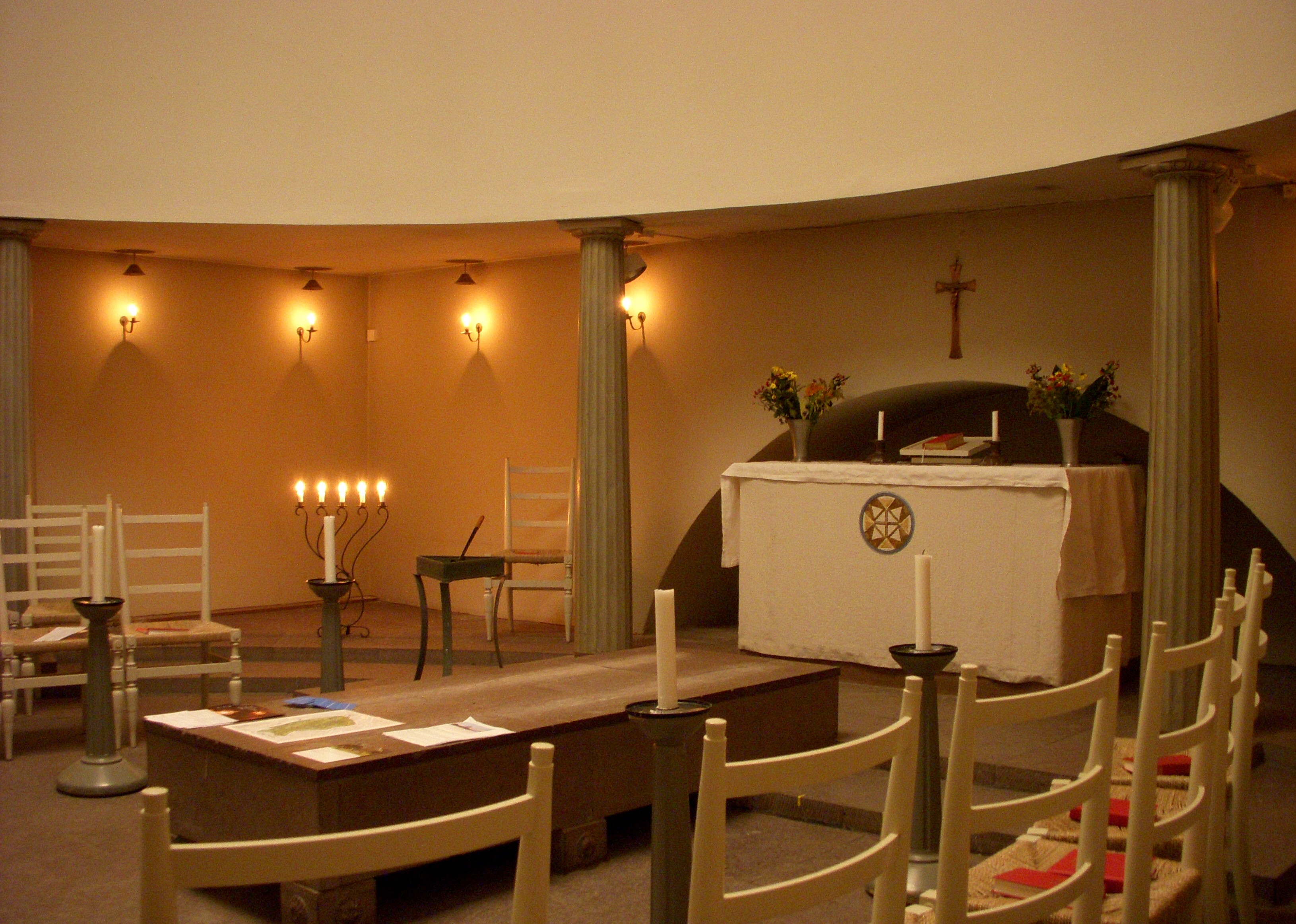
Capela do Cemitério do Bosque
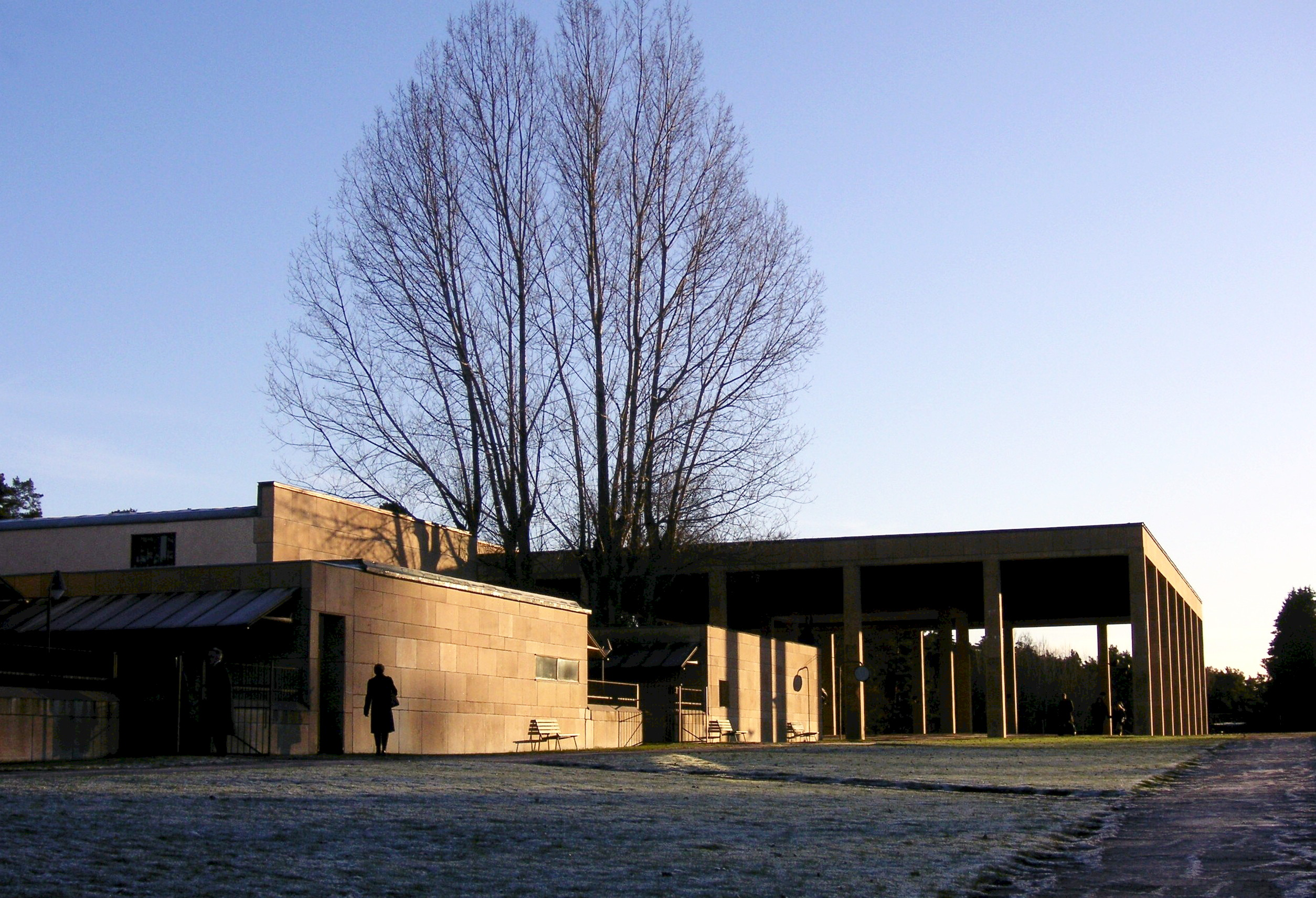
Crematório do Cemitério do Bosque
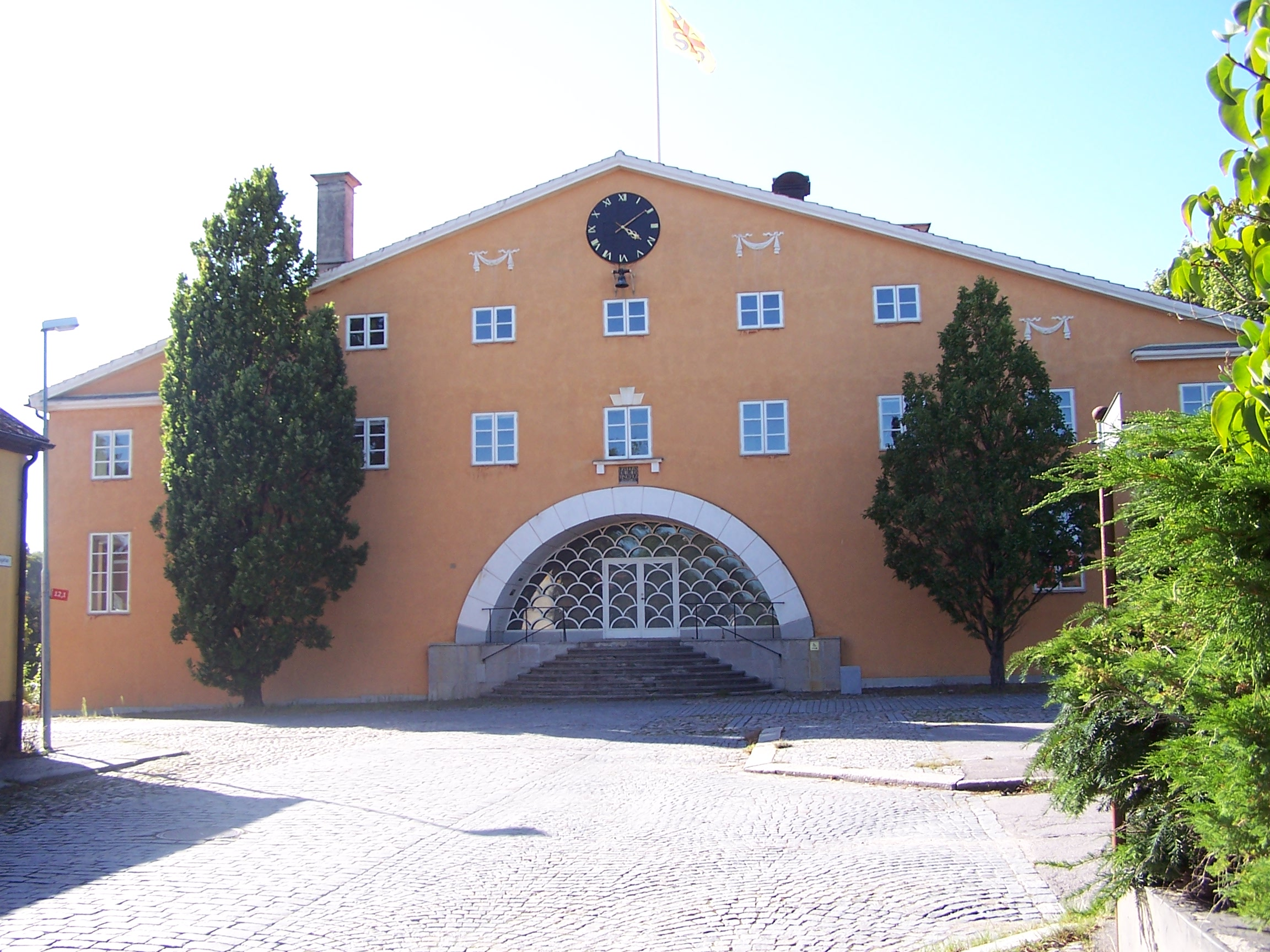
Tribunal de Listers härad
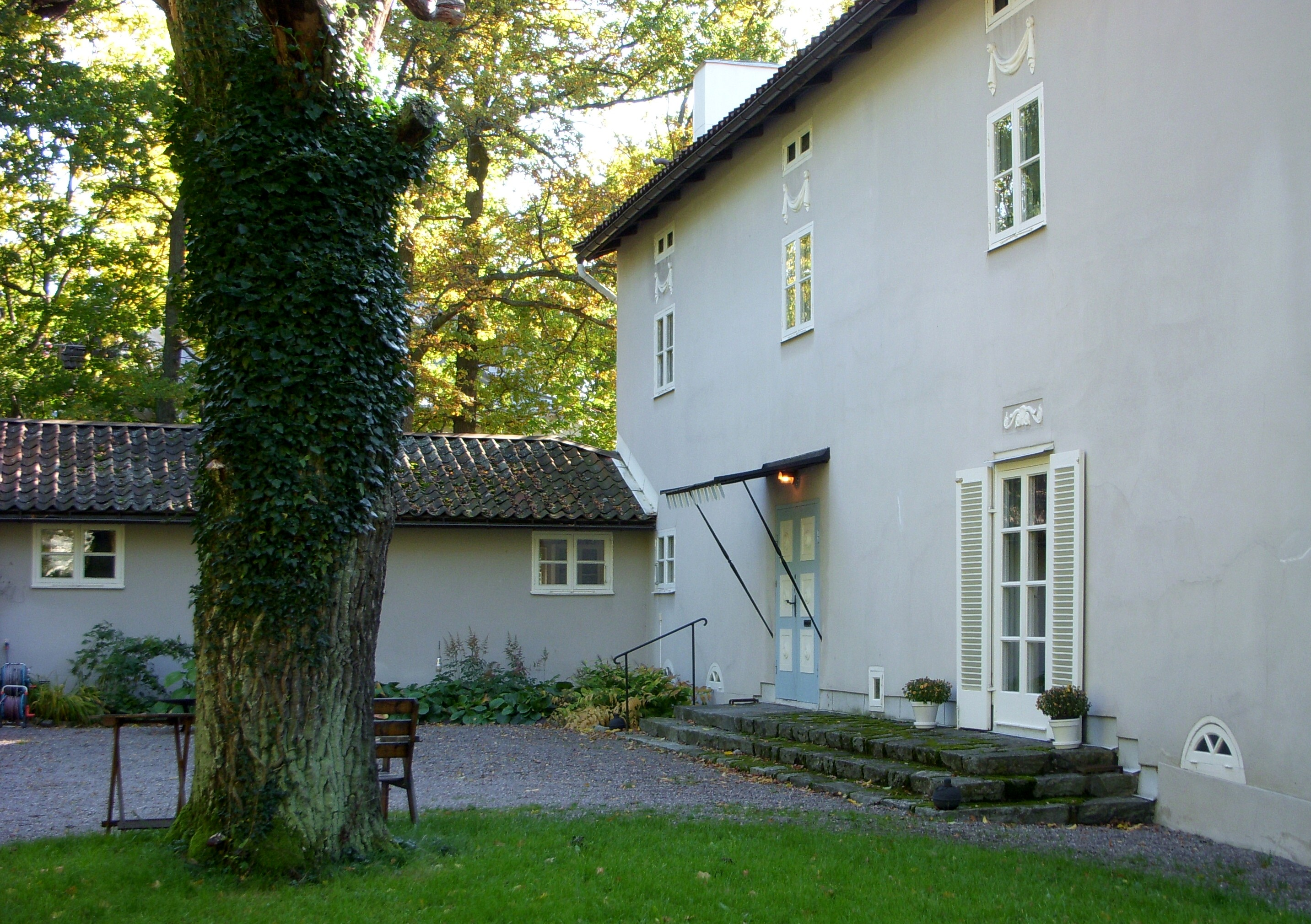
Villa Snellman em Djursholm